# Книжкова графіка
Книжкова графіка — один з видів графічного мистецтва. Сюди відносяться, зокрема, книжкові ілюстрації, віньєтки, заставки, літери, обкладинки, суперобкладинки тощо. З рукописною книгою з давніх-давен і середніх століть багато в чому пов'язана історія малюнка, а з друкованою книгою — розвиток гравюри та літографії. У стародавньому світі з'явився шрифт, що також відноситься до графіки, оскільки сама по собі літера є графічним знаком.
У сучасній видавничій справі впроваджується комп’ютерна графіка, яку використовують, зокрема, у книжках. 